# Мигел Најдорф
Мигел Најдорф (пољ. Mendel Mieczysław Najdorf; Грођиск Мазовјецки, 15. април 1910 — Малага, 4. јула 1997) је био пољски шаховски велемајстор, играо је међународне турнире у Аргентини 1939. када је Немачка окупирала Пољску. Није имао снаге да се врати у Пољску јер је већина његове породице била побијена у концентрационим логорима.

## Један од најславнијих шахиста у свету
Иако никада није постао светски шампион, био је један од најславнијих велемајстора у свету.
Најдорф је зарадио много новца играјући нетакмичарске партије са Фиделом Кастром, Никитом Хрушчовим, Шахом Ирана, Хуаном Пероном и Винстоном Черчилом. Играо је и са револуционаром Че Геваром.

## Најдорфова варијанта Сицилијанске одбране
|   | a | b | c | d | e | f | g | h |   |
| 8 | a8 black rook · b8 black knight · c8 black bishop · d8 black queen · e8 black king · f8 black bishop · h8 black rook · b7 black pawn · e7 black pawn · f7 black pawn · g7 black pawn · h7 black pawn · a6 black pawn · d6 black pawn · f6 black knight · d4 white knight · e4 white pawn · c3 white knight · a2 white pawn · b2 white pawn · c2 white pawn · f2 white pawn · g2 white pawn · h2 white pawn · a1 white rook · c1 white bishop · d1 white queen · e1 white king · f1 white bishop · h1 white rook | a8 black rook · b8 black knight · c8 black bishop · d8 black queen · e8 black king · f8 black bishop · h8 black rook · b7 black pawn · e7 black pawn · f7 black pawn · g7 black pawn · h7 black pawn · a6 black pawn · d6 black pawn · f6 black knight · d4 white knight · e4 white pawn · c3 white knight · a2 white pawn · b2 white pawn · c2 white pawn · f2 white pawn · g2 white pawn · h2 white pawn · a1 white rook · c1 white bishop · d1 white queen · e1 white king · f1 white bishop · h1 white rook | a8 black rook · b8 black knight · c8 black bishop · d8 black queen · e8 black king · f8 black bishop · h8 black rook · b7 black pawn · e7 black pawn · f7 black pawn · g7 black pawn · h7 black pawn · a6 black pawn · d6 black pawn · f6 black knight · d4 white knight · e4 white pawn · c3 white knight · a2 white pawn · b2 white pawn · c2 white pawn · f2 white pawn · g2 white pawn · h2 white pawn · a1 white rook · c1 white bishop · d1 white queen · e1 white king · f1 white bishop · h1 white rook | a8 black rook · b8 black knight · c8 black bishop · d8 black queen · e8 black king · f8 black bishop · h8 black rook · b7 black pawn · e7 black pawn · f7 black pawn · g7 black pawn · h7 black pawn · a6 black pawn · d6 black pawn · f6 black knight · d4 white knight · e4 white pawn · c3 white knight · a2 white pawn · b2 white pawn · c2 white pawn · f2 white pawn · g2 white pawn · h2 white pawn · a1 white rook · c1 white bishop · d1 white queen · e1 white king · f1 white bishop · h1 white rook | a8 black rook · b8 black knight · c8 black bishop · d8 black queen · e8 black king · f8 black bishop · h8 black rook · b7 black pawn · e7 black pawn · f7 black pawn · g7 black pawn · h7 black pawn · a6 black pawn · d6 black pawn · f6 black knight · d4 white knight · e4 white pawn · c3 white knight · a2 white pawn · b2 white pawn · c2 white pawn · f2 white pawn · g2 white pawn · h2 white pawn · a1 white rook · c1 white bishop · d1 white queen · e1 white king · f1 white bishop · h1 white rook | a8 black rook · b8 black knight · c8 black bishop · d8 black queen · e8 black king · f8 black bishop · h8 black rook · b7 black pawn · e7 black pawn · f7 black pawn · g7 black pawn · h7 black pawn · a6 black pawn · d6 black pawn · f6 black knight · d4 white knight · e4 white pawn · c3 white knight · a2 white pawn · b2 white pawn · c2 white pawn · f2 white pawn · g2 white pawn · h2 white pawn · a1 white rook · c1 white bishop · d1 white queen · e1 white king · f1 white bishop · h1 white rook | a8 black rook · b8 black knight · c8 black bishop · d8 black queen · e8 black king · f8 black bishop · h8 black rook · b7 black pawn · e7 black pawn · f7 black pawn · g7 black pawn · h7 black pawn · a6 black pawn · d6 black pawn · f6 black knight · d4 white knight · e4 white pawn · c3 white knight · a2 white pawn · b2 white pawn · c2 white pawn · f2 white pawn · g2 white pawn · h2 white pawn · a1 white rook · c1 white bishop · d1 white queen · e1 white king · f1 white bishop · h1 white rook | a8 black rook · b8 black knight · c8 black bishop · d8 black queen · e8 black king · f8 black bishop · h8 black rook · b7 black pawn · e7 black pawn · f7 black pawn · g7 black pawn · h7 black pawn · a6 black pawn · d6 black pawn · f6 black knight · d4 white knight · e4 white pawn · c3 white knight · a2 white pawn · b2 white pawn · c2 white pawn · f2 white pawn · g2 white pawn · h2 white pawn · a1 white rook · c1 white bishop · d1 white queen · e1 white king · f1 white bishop · h1 white rook | 8 |
| 7 | a8 black rook · b8 black knight · c8 black bishop · d8 black queen · e8 black king · f8 black bishop · h8 black rook · b7 black pawn · e7 black pawn · f7 black pawn · g7 black pawn · h7 black pawn · a6 black pawn · d6 black pawn · f6 black knight · d4 white knight · e4 white pawn · c3 white knight · a2 white pawn · b2 white pawn · c2 white pawn · f2 white pawn · g2 white pawn · h2 white pawn · a1 white rook · c1 white bishop · d1 white queen · e1 white king · f1 white bishop · h1 white rook | a8 black rook · b8 black knight · c8 black bishop · d8 black queen · e8 black king · f8 black bishop · h8 black rook · b7 black pawn · e7 black pawn · f7 black pawn · g7 black pawn · h7 black pawn · a6 black pawn · d6 black pawn · f6 black knight · d4 white knight · e4 white pawn · c3 white knight · a2 white pawn · b2 white pawn · c2 white pawn · f2 white pawn · g2 white pawn · h2 white pawn · a1 white rook · c1 white bishop · d1 white queen · e1 white king · f1 white bishop · h1 white rook | a8 black rook · b8 black knight · c8 black bishop · d8 black queen · e8 black king · f8 black bishop · h8 black rook · b7 black pawn · e7 black pawn · f7 black pawn · g7 black pawn · h7 black pawn · a6 black pawn · d6 black pawn · f6 black knight · d4 white knight · e4 white pawn · c3 white knight · a2 white pawn · b2 white pawn · c2 white pawn · f2 white pawn · g2 white pawn · h2 white pawn · a1 white rook · c1 white bishop · d1 white queen · e1 white king · f1 white bishop · h1 white rook | a8 black rook · b8 black knight · c8 black bishop · d8 black queen · e8 black king · f8 black bishop · h8 black rook · b7 black pawn · e7 black pawn · f7 black pawn · g7 black pawn · h7 black pawn · a6 black pawn · d6 black pawn · f6 black knight · d4 white knight · e4 white pawn · c3 white knight · a2 white pawn · b2 white pawn · c2 white pawn · f2 white pawn · g2 white pawn · h2 white pawn · a1 white rook · c1 white bishop · d1 white queen · e1 white king · f1 white bishop · h1 white rook | a8 black rook · b8 black knight · c8 black bishop · d8 black queen · e8 black king · f8 black bishop · h8 black rook · b7 black pawn · e7 black pawn · f7 black pawn · g7 black pawn · h7 black pawn · a6 black pawn · d6 black pawn · f6 black knight · d4 white knight · e4 white pawn · c3 white knight · a2 white pawn · b2 white pawn · c2 white pawn · f2 white pawn · g2 white pawn · h2 white pawn · a1 white rook · c1 white bishop · d1 white queen · e1 white king · f1 white bishop · h1 white rook | a8 black rook · b8 black knight · c8 black bishop · d8 black queen · e8 black king · f8 black bishop · h8 black rook · b7 black pawn · e7 black pawn · f7 black pawn · g7 black pawn · h7 black pawn · a6 black pawn · d6 black pawn · f6 black knight · d4 white knight · e4 white pawn · c3 white knight · a2 white pawn · b2 white pawn · c2 white pawn · f2 white pawn · g2 white pawn · h2 white pawn · a1 white rook · c1 white bishop · d1 white queen · e1 white king · f1 white bishop · h1 white rook | a8 black rook · b8 black knight · c8 black bishop · d8 black queen · e8 black king · f8 black bishop · h8 black rook · b7 black pawn · e7 black pawn · f7 black pawn · g7 black pawn · h7 black pawn · a6 black pawn · d6 black pawn · f6 black knight · d4 white knight · e4 white pawn · c3 white knight · a2 white pawn · b2 white pawn · c2 white pawn · f2 white pawn · g2 white pawn · h2 white pawn · a1 white rook · c1 white bishop · d1 white queen · e1 white king · f1 white bishop · h1 white rook | a8 black rook · b8 black knight · c8 black bishop · d8 black queen · e8 black king · f8 black bishop · h8 black rook · b7 black pawn · e7 black pawn · f7 black pawn · g7 black pawn · h7 black pawn · a6 black pawn · d6 black pawn · f6 black knight · d4 white knight · e4 white pawn · c3 white knight · a2 white pawn · b2 white pawn · c2 white pawn · f2 white pawn · g2 white pawn · h2 white pawn · a1 white rook · c1 white bishop · d1 white queen · e1 white king · f1 white bishop · h1 white rook | 7 |
| 6 | a8 black rook · b8 black knight · c8 black bishop · d8 black queen · e8 black king · f8 black bishop · h8 black rook · b7 black pawn · e7 black pawn · f7 black pawn · g7 black pawn · h7 black pawn · a6 black pawn · d6 black pawn · f6 black knight · d4 white knight · e4 white pawn · c3 white knight · a2 white pawn · b2 white pawn · c2 white pawn · f2 white pawn · g2 white pawn · h2 white pawn · a1 white rook · c1 white bishop · d1 white queen · e1 white king · f1 white bishop · h1 white rook | a8 black rook · b8 black knight · c8 black bishop · d8 black queen · e8 black king · f8 black bishop · h8 black rook · b7 black pawn · e7 black pawn · f7 black pawn · g7 black pawn · h7 black pawn · a6 black pawn · d6 black pawn · f6 black knight · d4 white knight · e4 white pawn · c3 white knight · a2 white pawn · b2 white pawn · c2 white pawn · f2 white pawn · g2 white pawn · h2 white pawn · a1 white rook · c1 white bishop · d1 white queen · e1 white king · f1 white bishop · h1 white rook | a8 black rook · b8 black knight · c8 black bishop · d8 black queen · e8 black king · f8 black bishop · h8 black rook · b7 black pawn · e7 black pawn · f7 black pawn · g7 black pawn · h7 black pawn · a6 black pawn · d6 black pawn · f6 black knight · d4 white knight · e4 white pawn · c3 white knight · a2 white pawn · b2 white pawn · c2 white pawn · f2 white pawn · g2 white pawn · h2 white pawn · a1 white rook · c1 white bishop · d1 white queen · e1 white king · f1 white bishop · h1 white rook | a8 black rook · b8 black knight · c8 black bishop · d8 black queen · e8 black king · f8 black bishop · h8 black rook · b7 black pawn · e7 black pawn · f7 black pawn · g7 black pawn · h7 black pawn · a6 black pawn · d6 black pawn · f6 black knight · d4 white knight · e4 white pawn · c3 white knight · a2 white pawn · b2 white pawn · c2 white pawn · f2 white pawn · g2 white pawn · h2 white pawn · a1 white rook · c1 white bishop · d1 white queen · e1 white king · f1 white bishop · h1 white rook | a8 black rook · b8 black knight · c8 black bishop · d8 black queen · e8 black king · f8 black bishop · h8 black rook · b7 black pawn · e7 black pawn · f7 black pawn · g7 black pawn · h7 black pawn · a6 black pawn · d6 black pawn · f6 black knight · d4 white knight · e4 white pawn · c3 white knight · a2 white pawn · b2 white pawn · c2 white pawn · f2 white pawn · g2 white pawn · h2 white pawn · a1 white rook · c1 white bishop · d1 white queen · e1 white king · f1 white bishop · h1 white rook | a8 black rook · b8 black knight · c8 black bishop · d8 black queen · e8 black king · f8 black bishop · h8 black rook · b7 black pawn · e7 black pawn · f7 black pawn · g7 black pawn · h7 black pawn · a6 black pawn · d6 black pawn · f6 black knight · d4 white knight · e4 white pawn · c3 white knight · a2 white pawn · b2 white pawn · c2 white pawn · f2 white pawn · g2 white pawn · h2 white pawn · a1 white rook · c1 white bishop · d1 white queen · e1 white king · f1 white bishop · h1 white rook | a8 black rook · b8 black knight · c8 black bishop · d8 black queen · e8 black king · f8 black bishop · h8 black rook · b7 black pawn · e7 black pawn · f7 black pawn · g7 black pawn · h7 black pawn · a6 black pawn · d6 black pawn · f6 black knight · d4 white knight · e4 white pawn · c3 white knight · a2 white pawn · b2 white pawn · c2 white pawn · f2 white pawn · g2 white pawn · h2 white pawn · a1 white rook · c1 white bishop · d1 white queen · e1 white king · f1 white bishop · h1 white rook | a8 black rook · b8 black knight · c8 black bishop · d8 black queen · e8 black king · f8 black bishop · h8 black rook · b7 black pawn · e7 black pawn · f7 black pawn · g7 black pawn · h7 black pawn · a6 black pawn · d6 black pawn · f6 black knight · d4 white knight · e4 white pawn · c3 white knight · a2 white pawn · b2 white pawn · c2 white pawn · f2 white pawn · g2 white pawn · h2 white pawn · a1 white rook · c1 white bishop · d1 white queen · e1 white king · f1 white bishop · h1 white rook | 6 |
| 5 | a8 black rook · b8 black knight · c8 black bishop · d8 black queen · e8 black king · f8 black bishop · h8 black rook · b7 black pawn · e7 black pawn · f7 black pawn · g7 black pawn · h7 black pawn · a6 black pawn · d6 black pawn · f6 black knight · d4 white knight · e4 white pawn · c3 white knight · a2 white pawn · b2 white pawn · c2 white pawn · f2 white pawn · g2 white pawn · h2 white pawn · a1 white rook · c1 white bishop · d1 white queen · e1 white king · f1 white bishop · h1 white rook | a8 black rook · b8 black knight · c8 black bishop · d8 black queen · e8 black king · f8 black bishop · h8 black rook · b7 black pawn · e7 black pawn · f7 black pawn · g7 black pawn · h7 black pawn · a6 black pawn · d6 black pawn · f6 black knight · d4 white knight · e4 white pawn · c3 white knight · a2 white pawn · b2 white pawn · c2 white pawn · f2 white pawn · g2 white pawn · h2 white pawn · a1 white rook · c1 white bishop · d1 white queen · e1 white king · f1 white bishop · h1 white rook | a8 black rook · b8 black knight · c8 black bishop · d8 black queen · e8 black king · f8 black bishop · h8 black rook · b7 black pawn · e7 black pawn · f7 black pawn · g7 black pawn · h7 black pawn · a6 black pawn · d6 black pawn · f6 black knight · d4 white knight · e4 white pawn · c3 white knight · a2 white pawn · b2 white pawn · c2 white pawn · f2 white pawn · g2 white pawn · h2 white pawn · a1 white rook · c1 white bishop · d1 white queen · e1 white king · f1 white bishop · h1 white rook | a8 black rook · b8 black knight · c8 black bishop · d8 black queen · e8 black king · f8 black bishop · h8 black rook · b7 black pawn · e7 black pawn · f7 black pawn · g7 black pawn · h7 black pawn · a6 black pawn · d6 black pawn · f6 black knight · d4 white knight · e4 white pawn · c3 white knight · a2 white pawn · b2 white pawn · c2 white pawn · f2 white pawn · g2 white pawn · h2 white pawn · a1 white rook · c1 white bishop · d1 white queen · e1 white king · f1 white bishop · h1 white rook | a8 black rook · b8 black knight · c8 black bishop · d8 black queen · e8 black king · f8 black bishop · h8 black rook · b7 black pawn · e7 black pawn · f7 black pawn · g7 black pawn · h7 black pawn · a6 black pawn · d6 black pawn · f6 black knight · d4 white knight · e4 white pawn · c3 white knight · a2 white pawn · b2 white pawn · c2 white pawn · f2 white pawn · g2 white pawn · h2 white pawn · a1 white rook · c1 white bishop · d1 white queen · e1 white king · f1 white bishop · h1 white rook | a8 black rook · b8 black knight · c8 black bishop · d8 black queen · e8 black king · f8 black bishop · h8 black rook · b7 black pawn · e7 black pawn · f7 black pawn · g7 black pawn · h7 black pawn · a6 black pawn · d6 black pawn · f6 black knight · d4 white knight · e4 white pawn · c3 white knight · a2 white pawn · b2 white pawn · c2 white pawn · f2 white pawn · g2 white pawn · h2 white pawn · a1 white rook · c1 white bishop · d1 white queen · e1 white king · f1 white bishop · h1 white rook | a8 black rook · b8 black knight · c8 black bishop · d8 black queen · e8 black king · f8 black bishop · h8 black rook · b7 black pawn · e7 black pawn · f7 black pawn · g7 black pawn · h7 black pawn · a6 black pawn · d6 black pawn · f6 black knight · d4 white knight · e4 white pawn · c3 white knight · a2 white pawn · b2 white pawn · c2 white pawn · f2 white pawn · g2 white pawn · h2 white pawn · a1 white rook · c1 white bishop · d1 white queen · e1 white king · f1 white bishop · h1 white rook | a8 black rook · b8 black knight · c8 black bishop · d8 black queen · e8 black king · f8 black bishop · h8 black rook · b7 black pawn · e7 black pawn · f7 black pawn · g7 black pawn · h7 black pawn · a6 black pawn · d6 black pawn · f6 black knight · d4 white knight · e4 white pawn · c3 white knight · a2 white pawn · b2 white pawn · c2 white pawn · f2 white pawn · g2 white pawn · h2 white pawn · a1 white rook · c1 white bishop · d1 white queen · e1 white king · f1 white bishop · h1 white rook | 5 |
| 4 | a8 black rook · b8 black knight · c8 black bishop · d8 black queen · e8 black king · f8 black bishop · h8 black rook · b7 black pawn · e7 black pawn · f7 black pawn · g7 black pawn · h7 black pawn · a6 black pawn · d6 black pawn · f6 black knight · d4 white knight · e4 white pawn · c3 white knight · a2 white pawn · b2 white pawn · c2 white pawn · f2 white pawn · g2 white pawn · h2 white pawn · a1 white rook · c1 white bishop · d1 white queen · e1 white king · f1 white bishop · h1 white rook | a8 black rook · b8 black knight · c8 black bishop · d8 black queen · e8 black king · f8 black bishop · h8 black rook · b7 black pawn · e7 black pawn · f7 black pawn · g7 black pawn · h7 black pawn · a6 black pawn · d6 black pawn · f6 black knight · d4 white knight · e4 white pawn · c3 white knight · a2 white pawn · b2 white pawn · c2 white pawn · f2 white pawn · g2 white pawn · h2 white pawn · a1 white rook · c1 white bishop · d1 white queen · e1 white king · f1 white bishop · h1 white rook | a8 black rook · b8 black knight · c8 black bishop · d8 black queen · e8 black king · f8 black bishop · h8 black rook · b7 black pawn · e7 black pawn · f7 black pawn · g7 black pawn · h7 black pawn · a6 black pawn · d6 black pawn · f6 black knight · d4 white knight · e4 white pawn · c3 white knight · a2 white pawn · b2 white pawn · c2 white pawn · f2 white pawn · g2 white pawn · h2 white pawn · a1 white rook · c1 white bishop · d1 white queen · e1 white king · f1 white bishop · h1 white rook | a8 black rook · b8 black knight · c8 black bishop · d8 black queen · e8 black king · f8 black bishop · h8 black rook · b7 black pawn · e7 black pawn · f7 black pawn · g7 black pawn · h7 black pawn · a6 black pawn · d6 black pawn · f6 black knight · d4 white knight · e4 white pawn · c3 white knight · a2 white pawn · b2 white pawn · c2 white pawn · f2 white pawn · g2 white pawn · h2 white pawn · a1 white rook · c1 white bishop · d1 white queen · e1 white king · f1 white bishop · h1 white rook | a8 black rook · b8 black knight · c8 black bishop · d8 black queen · e8 black king · f8 black bishop · h8 black rook · b7 black pawn · e7 black pawn · f7 black pawn · g7 black pawn · h7 black pawn · a6 black pawn · d6 black pawn · f6 black knight · d4 white knight · e4 white pawn · c3 white knight · a2 white pawn · b2 white pawn · c2 white pawn · f2 white pawn · g2 white pawn · h2 white pawn · a1 white rook · c1 white bishop · d1 white queen · e1 white king · f1 white bishop · h1 white rook | a8 black rook · b8 black knight · c8 black bishop · d8 black queen · e8 black king · f8 black bishop · h8 black rook · b7 black pawn · e7 black pawn · f7 black pawn · g7 black pawn · h7 black pawn · a6 black pawn · d6 black pawn · f6 black knight · d4 white knight · e4 white pawn · c3 white knight · a2 white pawn · b2 white pawn · c2 white pawn · f2 white pawn · g2 white pawn · h2 white pawn · a1 white rook · c1 white bishop · d1 white queen · e1 white king · f1 white bishop · h1 white rook | a8 black rook · b8 black knight · c8 black bishop · d8 black queen · e8 black king · f8 black bishop · h8 black rook · b7 black pawn · e7 black pawn · f7 black pawn · g7 black pawn · h7 black pawn · a6 black pawn · d6 black pawn · f6 black knight · d4 white knight · e4 white pawn · c3 white knight · a2 white pawn · b2 white pawn · c2 white pawn · f2 white pawn · g2 white pawn · h2 white pawn · a1 white rook · c1 white bishop · d1 white queen · e1 white king · f1 white bishop · h1 white rook | a8 black rook · b8 black knight · c8 black bishop · d8 black queen · e8 black king · f8 black bishop · h8 black rook · b7 black pawn · e7 black pawn · f7 black pawn · g7 black pawn · h7 black pawn · a6 black pawn · d6 black pawn · f6 black knight · d4 white knight · e4 white pawn · c3 white knight · a2 white pawn · b2 white pawn · c2 white pawn · f2 white pawn · g2 white pawn · h2 white pawn · a1 white rook · c1 white bishop · d1 white queen · e1 white king · f1 white bishop · h1 white rook | 4 |
| 3 | a8 black rook · b8 black knight · c8 black bishop · d8 black queen · e8 black king · f8 black bishop · h8 black rook · b7 black pawn · e7 black pawn · f7 black pawn · g7 black pawn · h7 black pawn · a6 black pawn · d6 black pawn · f6 black knight · d4 white knight · e4 white pawn · c3 white knight · a2 white pawn · b2 white pawn · c2 white pawn · f2 white pawn · g2 white pawn · h2 white pawn · a1 white rook · c1 white bishop · d1 white queen · e1 white king · f1 white bishop · h1 white rook | a8 black rook · b8 black knight · c8 black bishop · d8 black queen · e8 black king · f8 black bishop · h8 black rook · b7 black pawn · e7 black pawn · f7 black pawn · g7 black pawn · h7 black pawn · a6 black pawn · d6 black pawn · f6 black knight · d4 white knight · e4 white pawn · c3 white knight · a2 white pawn · b2 white pawn · c2 white pawn · f2 white pawn · g2 white pawn · h2 white pawn · a1 white rook · c1 white bishop · d1 white queen · e1 white king · f1 white bishop · h1 white rook | a8 black rook · b8 black knight · c8 black bishop · d8 black queen · e8 black king · f8 black bishop · h8 black rook · b7 black pawn · e7 black pawn · f7 black pawn · g7 black pawn · h7 black pawn · a6 black pawn · d6 black pawn · f6 black knight · d4 white knight · e4 white pawn · c3 white knight · a2 white pawn · b2 white pawn · c2 white pawn · f2 white pawn · g2 white pawn · h2 white pawn · a1 white rook · c1 white bishop · d1 white queen · e1 white king · f1 white bishop · h1 white rook | a8 black rook · b8 black knight · c8 black bishop · d8 black queen · e8 black king · f8 black bishop · h8 black rook · b7 black pawn · e7 black pawn · f7 black pawn · g7 black pawn · h7 black pawn · a6 black pawn · d6 black pawn · f6 black knight · d4 white knight · e4 white pawn · c3 white knight · a2 white pawn · b2 white pawn · c2 white pawn · f2 white pawn · g2 white pawn · h2 white pawn · a1 white rook · c1 white bishop · d1 white queen · e1 white king · f1 white bishop · h1 white rook | a8 black rook · b8 black knight · c8 black bishop · d8 black queen · e8 black king · f8 black bishop · h8 black rook · b7 black pawn · e7 black pawn · f7 black pawn · g7 black pawn · h7 black pawn · a6 black pawn · d6 black pawn · f6 black knight · d4 white knight · e4 white pawn · c3 white knight · a2 white pawn · b2 white pawn · c2 white pawn · f2 white pawn · g2 white pawn · h2 white pawn · a1 white rook · c1 white bishop · d1 white queen · e1 white king · f1 white bishop · h1 white rook | a8 black rook · b8 black knight · c8 black bishop · d8 black queen · e8 black king · f8 black bishop · h8 black rook · b7 black pawn · e7 black pawn · f7 black pawn · g7 black pawn · h7 black pawn · a6 black pawn · d6 black pawn · f6 black knight · d4 white knight · e4 white pawn · c3 white knight · a2 white pawn · b2 white pawn · c2 white pawn · f2 white pawn · g2 white pawn · h2 white pawn · a1 white rook · c1 white bishop · d1 white queen · e1 white king · f1 white bishop · h1 white rook | a8 black rook · b8 black knight · c8 black bishop · d8 black queen · e8 black king · f8 black bishop · h8 black rook · b7 black pawn · e7 black pawn · f7 black pawn · g7 black pawn · h7 black pawn · a6 black pawn · d6 black pawn · f6 black knight · d4 white knight · e4 white pawn · c3 white knight · a2 white pawn · b2 white pawn · c2 white pawn · f2 white pawn · g2 white pawn · h2 white pawn · a1 white rook · c1 white bishop · d1 white queen · e1 white king · f1 white bishop · h1 white rook | a8 black rook · b8 black knight · c8 black bishop · d8 black queen · e8 black king · f8 black bishop · h8 black rook · b7 black pawn · e7 black pawn · f7 black pawn · g7 black pawn · h7 black pawn · a6 black pawn · d6 black pawn · f6 black knight · d4 white knight · e4 white pawn · c3 white knight · a2 white pawn · b2 white pawn · c2 white pawn · f2 white pawn · g2 white pawn · h2 white pawn · a1 white rook · c1 white bishop · d1 white queen · e1 white king · f1 white bishop · h1 white rook | 3 |
| 2 | a8 black rook · b8 black knight · c8 black bishop · d8 black queen · e8 black king · f8 black bishop · h8 black rook · b7 black pawn · e7 black pawn · f7 black pawn · g7 black pawn · h7 black pawn · a6 black pawn · d6 black pawn · f6 black knight · d4 white knight · e4 white pawn · c3 white knight · a2 white pawn · b2 white pawn · c2 white pawn · f2 white pawn · g2 white pawn · h2 white pawn · a1 white rook · c1 white bishop · d1 white queen · e1 white king · f1 white bishop · h1 white rook | a8 black rook · b8 black knight · c8 black bishop · d8 black queen · e8 black king · f8 black bishop · h8 black rook · b7 black pawn · e7 black pawn · f7 black pawn · g7 black pawn · h7 black pawn · a6 black pawn · d6 black pawn · f6 black knight · d4 white knight · e4 white pawn · c3 white knight · a2 white pawn · b2 white pawn · c2 white pawn · f2 white pawn · g2 white pawn · h2 white pawn · a1 white rook · c1 white bishop · d1 white queen · e1 white king · f1 white bishop · h1 white rook | a8 black rook · b8 black knight · c8 black bishop · d8 black queen · e8 black king · f8 black bishop · h8 black rook · b7 black pawn · e7 black pawn · f7 black pawn · g7 black pawn · h7 black pawn · a6 black pawn · d6 black pawn · f6 black knight · d4 white knight · e4 white pawn · c3 white knight · a2 white pawn · b2 white pawn · c2 white pawn · f2 white pawn · g2 white pawn · h2 white pawn · a1 white rook · c1 white bishop · d1 white queen · e1 white king · f1 white bishop · h1 white rook | a8 black rook · b8 black knight · c8 black bishop · d8 black queen · e8 black king · f8 black bishop · h8 black rook · b7 black pawn · e7 black pawn · f7 black pawn · g7 black pawn · h7 black pawn · a6 black pawn · d6 black pawn · f6 black knight · d4 white knight · e4 white pawn · c3 white knight · a2 white pawn · b2 white pawn · c2 white pawn · f2 white pawn · g2 white pawn · h2 white pawn · a1 white rook · c1 white bishop · d1 white queen · e1 white king · f1 white bishop · h1 white rook | a8 black rook · b8 black knight · c8 black bishop · d8 black queen · e8 black king · f8 black bishop · h8 black rook · b7 black pawn · e7 black pawn · f7 black pawn · g7 black pawn · h7 black pawn · a6 black pawn · d6 black pawn · f6 black knight · d4 white knight · e4 white pawn · c3 white knight · a2 white pawn · b2 white pawn · c2 white pawn · f2 white pawn · g2 white pawn · h2 white pawn · a1 white rook · c1 white bishop · d1 white queen · e1 white king · f1 white bishop · h1 white rook | a8 black rook · b8 black knight · c8 black bishop · d8 black queen · e8 black king · f8 black bishop · h8 black rook · b7 black pawn · e7 black pawn · f7 black pawn · g7 black pawn · h7 black pawn · a6 black pawn · d6 black pawn · f6 black knight · d4 white knight · e4 white pawn · c3 white knight · a2 white pawn · b2 white pawn · c2 white pawn · f2 white pawn · g2 white pawn · h2 white pawn · a1 white rook · c1 white bishop · d1 white queen · e1 white king · f1 white bishop · h1 white rook | a8 black rook · b8 black knight · c8 black bishop · d8 black queen · e8 black king · f8 black bishop · h8 black rook · b7 black pawn · e7 black pawn · f7 black pawn · g7 black pawn · h7 black pawn · a6 black pawn · d6 black pawn · f6 black knight · d4 white knight · e4 white pawn · c3 white knight · a2 white pawn · b2 white pawn · c2 white pawn · f2 white pawn · g2 white pawn · h2 white pawn · a1 white rook · c1 white bishop · d1 white queen · e1 white king · f1 white bishop · h1 white rook | a8 black rook · b8 black knight · c8 black bishop · d8 black queen · e8 black king · f8 black bishop · h8 black rook · b7 black pawn · e7 black pawn · f7 black pawn · g7 black pawn · h7 black pawn · a6 black pawn · d6 black pawn · f6 black knight · d4 white knight · e4 white pawn · c3 white knight · a2 white pawn · b2 white pawn · c2 white pawn · f2 white pawn · g2 white pawn · h2 white pawn · a1 white rook · c1 white bishop · d1 white queen · e1 white king · f1 white bishop · h1 white rook | 2 |
| 1 | a8 black rook · b8 black knight · c8 black bishop · d8 black queen · e8 black king · f8 black bishop · h8 black rook · b7 black pawn · e7 black pawn · f7 black pawn · g7 black pawn · h7 black pawn · a6 black pawn · d6 black pawn · f6 black knight · d4 white knight · e4 white pawn · c3 white knight · a2 white pawn · b2 white pawn · c2 white pawn · f2 white pawn · g2 white pawn · h2 white pawn · a1 white rook · c1 white bishop · d1 white queen · e1 white king · f1 white bishop · h1 white rook | a8 black rook · b8 black knight · c8 black bishop · d8 black queen · e8 black king · f8 black bishop · h8 black rook · b7 black pawn · e7 black pawn · f7 black pawn · g7 black pawn · h7 black pawn · a6 black pawn · d6 black pawn · f6 black knight · d4 white knight · e4 white pawn · c3 white knight · a2 white pawn · b2 white pawn · c2 white pawn · f2 white pawn · g2 white pawn · h2 white pawn · a1 white rook · c1 white bishop · d1 white queen · e1 white king · f1 white bishop · h1 white rook | a8 black rook · b8 black knight · c8 black bishop · d8 black queen · e8 black king · f8 black bishop · h8 black rook · b7 black pawn · e7 black pawn · f7 black pawn · g7 black pawn · h7 black pawn · a6 black pawn · d6 black pawn · f6 black knight · d4 white knight · e4 white pawn · c3 white knight · a2 white pawn · b2 white pawn · c2 white pawn · f2 white pawn · g2 white pawn · h2 white pawn · a1 white rook · c1 white bishop · d1 white queen · e1 white king · f1 white bishop · h1 white rook | a8 black rook · b8 black knight · c8 black bishop · d8 black queen · e8 black king · f8 black bishop · h8 black rook · b7 black pawn · e7 black pawn · f7 black pawn · g7 black pawn · h7 black pawn · a6 black pawn · d6 black pawn · f6 black knight · d4 white knight · e4 white pawn · c3 white knight · a2 white pawn · b2 white pawn · c2 white pawn · f2 white pawn · g2 white pawn · h2 white pawn · a1 white rook · c1 white bishop · d1 white queen · e1 white king · f1 white bishop · h1 white rook | a8 black rook · b8 black knight · c8 black bishop · d8 black queen · e8 black king · f8 black bishop · h8 black rook · b7 black pawn · e7 black pawn · f7 black pawn · g7 black pawn · h7 black pawn · a6 black pawn · d6 black pawn · f6 black knight · d4 white knight · e4 white pawn · c3 white knight · a2 white pawn · b2 white pawn · c2 white pawn · f2 white pawn · g2 white pawn · h2 white pawn · a1 white rook · c1 white bishop · d1 white queen · e1 white king · f1 white bishop · h1 white rook | a8 black rook · b8 black knight · c8 black bishop · d8 black queen · e8 black king · f8 black bishop · h8 black rook · b7 black pawn · e7 black pawn · f7 black pawn · g7 black pawn · h7 black pawn · a6 black pawn · d6 black pawn · f6 black knight · d4 white knight · e4 white pawn · c3 white knight · a2 white pawn · b2 white pawn · c2 white pawn · f2 white pawn · g2 white pawn · h2 white pawn · a1 white rook · c1 white bishop · d1 white queen · e1 white king · f1 white bishop · h1 white rook | a8 black rook · b8 black knight · c8 black bishop · d8 black queen · e8 black king · f8 black bishop · h8 black rook · b7 black pawn · e7 black pawn · f7 black pawn · g7 black pawn · h7 black pawn · a6 black pawn · d6 black pawn · f6 black knight · d4 white knight · e4 white pawn · c3 white knight · a2 white pawn · b2 white pawn · c2 white pawn · f2 white pawn · g2 white pawn · h2 white pawn · a1 white rook · c1 white bishop · d1 white queen · e1 white king · f1 white bishop · h1 white rook | a8 black rook · b8 black knight · c8 black bishop · d8 black queen · e8 black king · f8 black bishop · h8 black rook · b7 black pawn · e7 black pawn · f7 black pawn · g7 black pawn · h7 black pawn · a6 black pawn · d6 black pawn · f6 black knight · d4 white knight · e4 white pawn · c3 white knight · a2 white pawn · b2 white pawn · c2 white pawn · f2 white pawn · g2 white pawn · h2 white pawn · a1 white rook · c1 white bishop · d1 white queen · e1 white king · f1 white bishop · h1 white rook | 1 |
|   | a | b | c | d | e | f | g | h |   |

Најдорф је вероватно био најбољи познавалац варијанте у отварању, која је и названа његовим именом, популарна Најдорфова варијанта Сицилијанске одбране, коју су играли поред многих других, Боби Фишер и Гари Каспаров.
„Ово је силан метод за отпочињање шаховске партије данас“, пише велемајстор Роберт Бирн, шаховски колумниста Њујорк тајмса. „То је агресивна, рискантна и моћна варијанта.“

## Избегао страхоте Холокауста
Најдорф је почео да игра шах у дванаестој години. Са Пољским националним тимом отпутовао је у Буенос Ајрес 1939. на турнир. Две недеље касније Немачка је окупирала Пољску. Најдорф, који је био Јевреј, је остао у Аргентини. На тај начин је избегао страхоте Холокауста, али је изгубио жену, децу, оца, мајку и четворо браће који су страдали у концентрационим логорима.
1940. је играо егзибиционе мечеве „на слепо“. Играо је са 46 противника симултано, у исто време. Победио је у 39 партија, 4 ремизирао и 2 изгубио. 1972. у једном интервјуу је изјавио: „Надао сам се да ће се о овом мом подвигу писати у Немачкој, Пољској и Русији и да ће то неко из моје фамилије то моћи да прочита. Али није било тако.“

## Дуга и успешна шаховска каријера
Када је Најдорф умро 4. јула 1997. у Универзитетској болници у Малаги, Шпанија, имао је 87 година и надживео је своју другу жену Риту и кћи, Мирту Најдорф. Разлог смрти су настале компликације после хируршке интервенције.
Најдорф је постао аргентински држављанин 1944. и постао је водећи шахиста учествујући на међународним турнирима, после Другог светског рата. Тај статус је задржао више од 20 година.
Иако се никада није квалификовао за завршни меч за првака света, ипак је постигао импресивне резултате. Победио је на 52 међународна турнира; осам пута је био шампион Аргентине; 11 пута био члан аргентинског националног тима на шаховским олимпијадама од 1950. 1976, а 1948. је сматран за једног од 10 најбољих играча света. Био је и шаховски писац.